# Yoon Jeonghan
Yoon Jeong-han (tiếng Hàn: 윤정한, sinh ngày 4 tháng 10 năm 1995) là một nam ca sĩ người Hàn Quốc, thành viên của nhóm nhạc SEVENTEEN và thuộc Vocal Team ra mắt vào 26 tháng 5 năm 2015 trực thuộc Pledis Entertainment (nay thuộc HYBE Labels)

## Tiểu sử
Yoon Jeonghan sinh ngày 4 tháng 10 năm 1995 tại Gangbuk-gu, Seoul, Hàn Quốc, là con cả và có một người em gái
Yoon Jeonghan đồng ý đến lớp học diễn xuất cùng một người bạn. Sau đó thì được staff tuyển khi đang trên tàu điện trở về nhà từ lớp học đó.
Tốt nghiệp trường Trung học Hyangnam (ban Khoa học Tự nhiên).
Vào ngày 26/9, Yoon Jeonghan đã thông báo việc nghĩa vụ quân sự, hiện đang làm nhân viên phục vụ cộng đồng.
Anh chính thức xuất ngũ và trở lại vào ngày 25/6/2026.

## Sự nghiệp

### 2013-2015: Pre-debut
Năm 2013, công ty Pledis bắt đầu phát sóng một chương trình trực tiếp có tên 17TV trên web online trực tuyến UStream. Trong suốt thời gian lên sóng, các fans đã được mời đến phòng tập của Seventeen để tận mắt theo dõi quá trình thực tập của họ. Các thực tập sinh lần được ra mắt công chúng qua các “seasons” khác nhau của chương trình, một số thực tập sinh khác lại kết thúc quá trình đào tạo của họ sau các concert “Like SEVENTEEN” và Jeonghan tham gia vào mùa thứ tư. Khi còn là thực tập sinh, anh ấy đã tham gia nhiều buổi biểu diễn để tích lũy kinh nghiệm sân khấu và sau khoảng thời gian luyện tập(2 năm 2 tháng), anh ấy đã ra mắt cùng với SEVENTEEN.

### 2015-nay: Thành viên SEVENTEEN

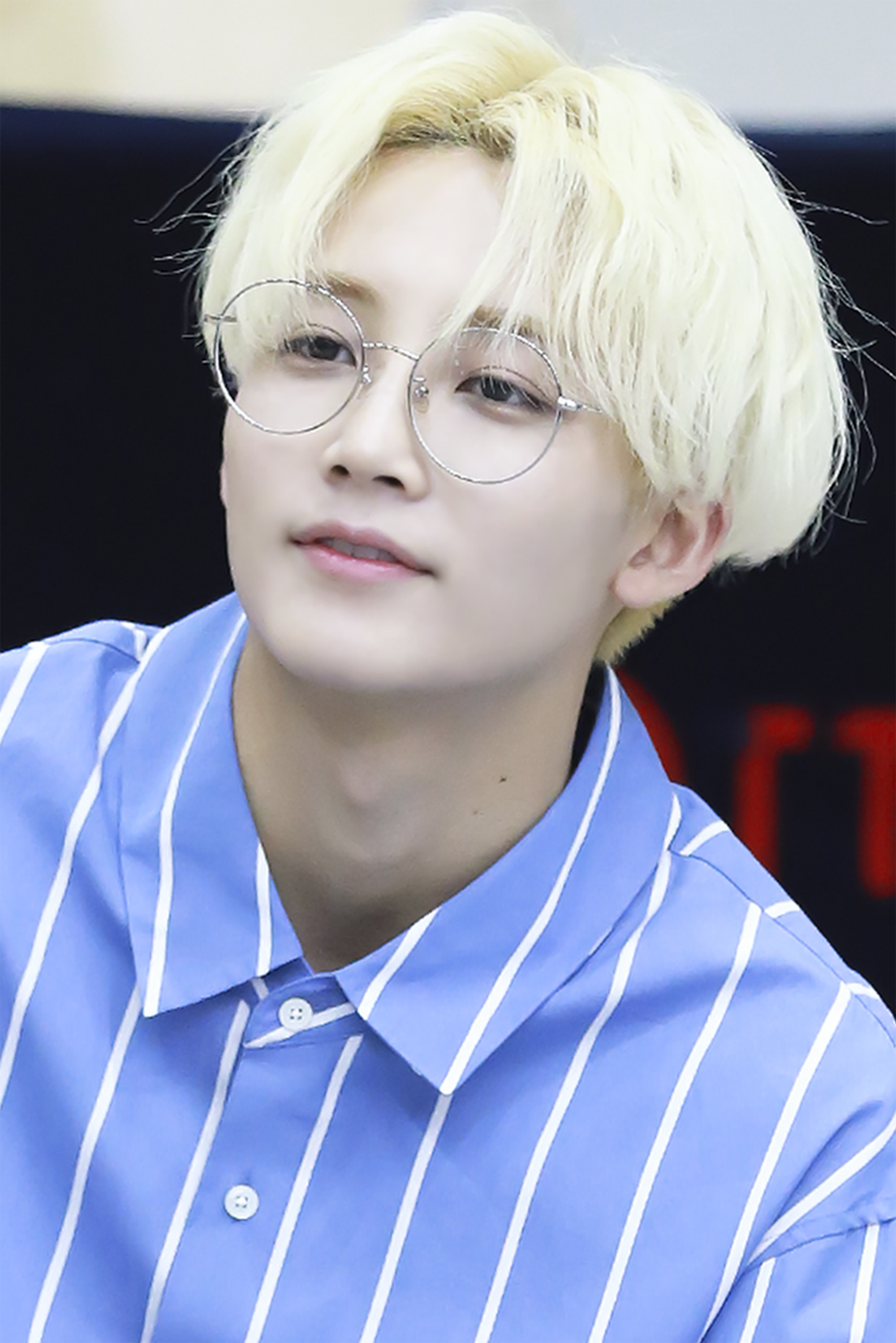
Jeong Han

Vào ngày 26 tháng 5 năm 2015, Jeonghan cùng với các thành viên S.Coups, Joshua, Jun, Hoshi, Wonwoo, Woozi, The8, DK, Mingyu, Seungkwan, Vernon và Dino đã ra mắt với nhóm nhạc nam SEVENTEEN và thông qua một showcase trực tiếp kéo dài 1 tiếng của kênh truyền hình lớn MBC, do Lizzy và Raina của After School làm MC, trong tập thứ 7 của chương trình “SEVENTEEN Project": Debut Big Plan” trên kênh truyền hình MBC, đã ra mắt mini album đầu tiên "17 CARAT"
Trong những ngày đầu ra mắt, anh được biết đến như một thành viên nhóm tóc dài..Ngày 26 tháng 7 năm 2015, anh đóng vai chính trong Kiggen Jinsil hợp tác ca khúc <PLAYBACK>.

## Tác phẩm âm nhạc

### Bài hát hợp tác
| Năm      | Ngày phát hành  | Tên bài hát | Ca sĩ                                     | Lưu ý                    |
| Năm 2016 | Ngày 12 tháng 2 | Chocolate   | Yoon Jong Shin & Vocal team của SEVENTEEN | [ 7 ] [ 8 ] [ 9 ] [ 10 ] |

### Bài hát cover
| Năm      | Ngày phát hành | Bài hát                          | Nghệ sĩ                         | Tên bài hát gốc        | Ca sĩ gốc                   | Lưu ý                                                        |
| Năm 2015 | 20 tháng 3     | Because Of You Acoustic Ver. 1   | Jeonghan, Joshua, DK, Seungkwan | Because of You         | After School                |                                                              |
| Năm 2015 | Ngày 9 tháng 5 | Because of You Acoustic Ver. 2   | Vocal team                      | Because of You         | After School                | Biểu diễn tại Pops ở Seoul                                   |
| Năm 2017 | Ngày 6 tháng 8 | We Gonna Make It Shine 2017 ver. | Vocal team                      | We Gonna Make It Shine | Woozi, Hoshi, DK, Seungkwan | Biểu diễn tại một buổi hòa nhạc vào ngày 16 tháng 7 cùng năm |

### Sáng tác
Tên đăng ký theo Hiệp hội Bản quyền Âm nhạc Hàn Quốc là "윤정한" hoặc "YOON JEONG HAN", số đăng ký là 10015286
(*) In đậm ca khúc chủ đề của album.
| Ngày phát hành            | Album                                                 | Tên bài hát                       | Mã số bài hát | Lời |
| Ngày 22 tháng 5 năm 2017  | " Al1 "                                               | Don't Wanna Cry（울고 싶지 않아） | 100001586527  | ✓   |
| Ngày 6 tháng 11 năm 2017  | 《Teen, Age》                                         | Without You（모자를 눌러 쓰고）   | 100001731889  | ✓   |
| Ngày 6 tháng 11 năm 2017  | 《Teen, Age》                                         | CLAP (박수)                       | 100001731892  | ✓   |
| Ngày 6 tháng 11 năm 2017  | 《Teen, Age》                                         | Flower                            | 100001731904  | ✓   |
| Ngày 6 tháng 11 năm 2017  | 《Teen, Age》                                         | Campfire（캠프파이어）            | 100001731914  | ✓   |
| Ngày 5 tháng 2 năm 2018   | 《Director's Cut》                                    | Falling For U                     | 100001824254  | ✓   |
| Ngày 19 tháng 2 năm 2018  | "SEVENTEEN 1ST World Tour DIAMOND EDGE In SEOUL 2017" | We Gonna Make It Shine            | 100001846167  | ✓   |
| Ngày 19 tháng 10 năm 2020 | 《Semicolon》                                         | Ah! Love                          | 100003103457  | ✓   |
| Ngày 29 tháng 8 năm 2021  | "SEVENTEEN IN THE SOOP"                               | IN THE SOOP                       | 100003737271  | ✓   |
| Ngày 16 tháng 9 năm 2021  | ―                                                     | Dream (KOR Ver.)                  | 100003769929  | ✓   |

## Các chương trình truyền hình

### Tham gia vào các video
| Năm  | Bài hát    | Cùng với nghệ                                           | Chú thích |
| 2014 | My Copycat | Orange Caramel                                          | Pre-Debut |
| 2015 | Playback   | KIGGEN (PHANTOM) Feat. Jinsil of Mad Soul Child, Hanhae |           |

### MC
| Năm  | Chương trình                        | Đài  | Vai trò    | Cùng với                                                                     |
| 2016 | M Countdown                         | Mnet | Special MC | Mingyu                                                                       |
| 2017 | I love you Korea #1 (Dream Concert) | SBS  | Special MC | Mingyu, Jun                                                                  |
| 2017 | M Countdown                         | Mnet | Special MC | Wonwoo, Woozi, DK, Mingyu, and The8                                          |
| 2018 | M Countdown                         | Mnet | Special MC | Hoshi and Wonwoo                                                             |
| 2018 | KCON 2018 JAPAN                     | Mnet | Special MC | Joshua and Seungkwan                                                         |
| 2018 | M Countdown                         | Mnet | Special MC | Seungkwan and Dino                                                           |
| 2019 | KCON 2019 NY                        | Mnet | Special MC | Vernon                                                                       |
| 2020 | Show! Music Core                    | MBC  | Special MC | S.Coups, Joshua, Kim Dong-han, Do Han-se, JR, Nguyễn Trọng Đức, Kim Woo-seok |

## Giải thưởng
| Năm                      | Môn                                                             | Giải thưởng     | Thời gian                 |
| Đại hôi Thể thao của MBC |                                                                 |                 |                           |
| Tết trung thu 2015       | Tiếp sức điền kinh 400m nam (Wonwoo, Mingyu, Jeonghan, S.coups) | Huy chương bạc  | Giây: 1 phút 58 giây 72   |
| Đặc biệt tết xuân 2017   | Chạy tiếp sức 400m nam (Wonwoo, Mingyu, Jeonghan, S.coups)      | Huy chương vàng | Giây: 1 phút, 53 giây, 53 |